# Долф Зиглър
Никълъс Теодор Немет (на английски: Nicholas Theodore Nemeth; роден на 27 юли 1980) е американски професионален кечист.
Има договор в TNA, под името Ник Немет. Известен е също заради изявленията му с Spirit Squad през 2006 г. е бил под името Ники. Долф е печелил Договора в Куфарчето 2012, На турнира МСС 2012 Долф защитава куфарчето си успешно срещу Джон Сина. Зиглър е 2 кратен световн шампион в тежка категория първият път е за 1 час а вторият път е в първата Първична Сила след Кеч Мания 29 където използва Договора в куфарчето и успява да победи Дел Рио със Зиг Заг. На турнира на федерацията Разплата Долф губи титлата си от Дел Рио. На Турнира Договора в Куфарчето Зигър отново губи титлата заради настоящата шампионка на Дивите Ей Джей Лии след този мач Долф къса с Ей Джей.

## В кеча
- Интро песни
  - I Am Perfection By Cage 9 (WWE) (юни 2009 – юли 2011)
  - I Am Perfection V2 By Downstait (WWE) (юли 2011 – ноември 2011)
  - Here To Show The World By Downstait (WWE) (ноември 2011 – )

### Завършващи Движения
- Приспивателното (Sleeper Hold)
- Зиг Заг (Zig Zag)
- Вратотрошач (Neck Snap)
- Именно Тръшване (NameDropper)

### Титли и постижения
- Florida Championship Wrestling
  - Флоридски отборен шампион на FCW (2 пъти) – с Брад Алън (1) и Гавин Спиърс (1)
- Pro Wrestling Illustrated
  - PWI го класира като No. 9 от топ единични кечисти на PWI 500 през 2013
- Rolling Stone
  - Най-лош сюжет (2015) с Лана срещу Русев и Съмър Рей
  - Кечист на годината в WWE (2014)
- World Wrestling Entertainment/WWE
  - Световен шампион в тежка категория (2 пъти)
  - Интерконтинентален шампион на WWE (6 пъти)
  - Шампион на Съединените щати на WWE (2 пъти)
  - Световен отборен шампион (4 пъти) – Джони, Кени, Мики и Мич
  - NXT шампион (1 път)
  - Г-н Договора в Куфарчето (2012 – за световната титла в тежка категория)
  - Награди „Слами“ (2 пъти)
    - Най-добър Туитър държавен или социален шампион (2014) – @HEELZiggler
    - Мач на годината (2014) – отбор „Сина“ срещу отбор „Началници“ на „Сървайвър“

  - 22-ри шампион Тройна Корона
- Wrestling Observer Newsletter
  - Най-добрият (2011)
  - Най-недооценен (2011)